# 康波特

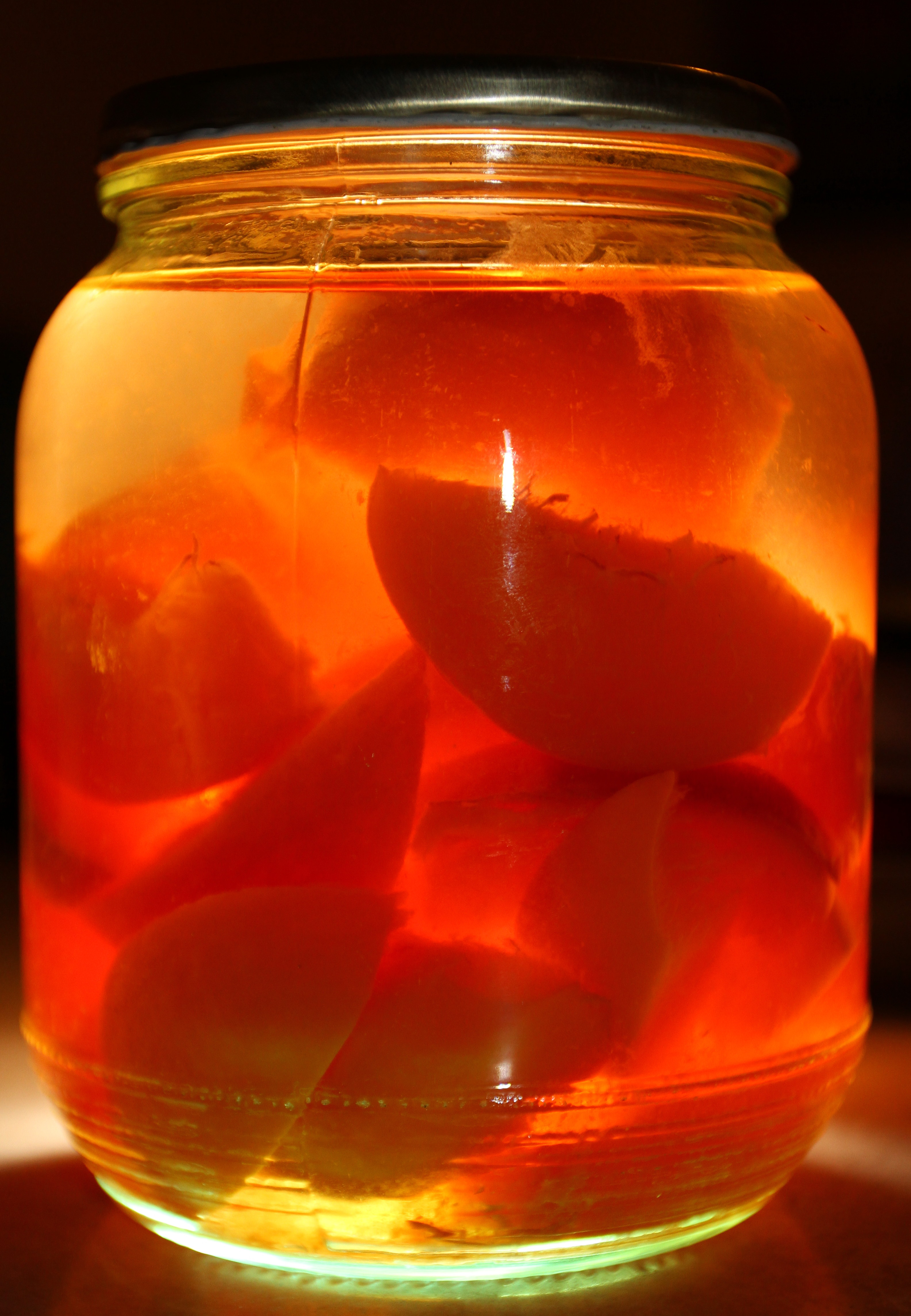
傳統保加利亞康波特

康波特（羅馬化：Kompot）是一種流行在中歐、東歐和南歐地區的非酒精飲料。
做法類似水果罐頭，將經過加工後草莓、杏、桃、苹果、大黄、醋栗、歐洲酸櫻桃泡入水中（經常會加入大量糖或葡萄乾用來增加甜味，有時會加入香草或桂皮）製作而成。康波特至少在19世紀就已經出現。在1980年代之後，隨著配給制在東歐國家消失，康波特已逐漸被果汁等其他飲料取代。